# Kovács Béla (levéltáros)
Kovács Béla (Sárrétudvari, 1914. november 15. – Debrecen, 2007. február 21.) magyar tanár, könyvtáros, levéltáros, muzeológus, országgyűlési képviselő.

## Életpályája

### Korai évei
Kovács Gyula református segédlelkész és Schön Antónia tanítónő házasságából született, Sárrétudvariban. Apja szegény sorú, sokgyerekes erdélyi családból származott, anyja felvidéki származású volt, aki a tanítóképzőt Pozsonyban végezte. Ő maga az elemi iskola első három osztályát Tiszaeszláron járta ki 1921–1924 között, ám miután egy tragikus tűzesetet követően mindkét szülejét elvesztette, bekerült az Országos Protestáns Árvaházba, s a negyedik osztályt már Pestújhelyen járta ki.
Középiskolai tanulmányait is Budapesten folytatta; 1925–1929 között négy osztályt a Lónyay utcai református gimnáziumban végzett, majd református tanítóképzőbe kezdett járni Nagykőrösre. Itt csak egy évet fejezett be – idős kori visszaemlékezése szerint a gyenge zenei érzéke miatt nem kívánt tovább maradni a kántori képzésre is nagy súlyt fektető intézményben –, ezután a Miskolci Állami Faipari Szakiskolában folytatta tanulmányait, hogy mielőbb szakmához, s ezáltal kereseti lehetőséghez jusson. Ott sem maradt azonban egy évnél tovább (1930–1931 között), mert felvették a hajdúböszörményi Református Gimnázium (Kálvineum) egy kedvezményes helyére, mint református tanítóárvát; itt is érettségizett 1935-ben.
Újságíróként kezdett dolgozni, de hamar kiábrándult a pályából, ezért egy rövid időre szövőgyárban helyezkedett el, 1935 szeptemberében pedig – már tanévkezdés után, pótjelentkezéssel – beiratkozott az akkor gróf Tisza István nevét viselő Debreceni Tudományegyetem Bölcsészettudományi Karára, történelem-földrajz-művészettörténelem szakra. Egyetemi évei alatt a Református Kollégium lakója volt, és látogatta a kollégium Tanárképző Intézetének előadásait, ahova ráadásul ösztöndíjasként került be. Három szakja mellé később felvette még a régészetet is, Egyetemi tanulmánnyait 1940-ben fejezte be, pedagógiai szakvizsgáját azonban csak a következő évben tette le, amikor levéltárosi szakképzettséget is szerzett. Ugyancsak 1941-ben doktorált is, történelemből. Jóval később, 1963–1965 között az Eötvös Loránd Tudományegyetem könyvtár szakán is hallgatott két évet.

### Pályafutása
1940–1941 között a máramarosszigeti református gimnázium tanára, 1941–1944 között Zilahon Szilágy vármegye főlevéltárosa és levéltárvezetője, 1944–1945 között az Országos Levéltár főlevéltárosa volt. 1945–1948 között Debrecenben állami gimnáziumi tanár és igazgató-helyettes volt; a Pedagógusok Szabad Szakszervezetének debreceni titkára volt. 1948–1949 között Debrecenben börtönbe került. 1949–1951 között egyházi pénzbeszedőként dolgozott. 1951–1956 között a Tiszántúli református egyházkerület főlevéltárosa lett. 1956-ban a Debreceni Forradalmi Bizottmány elnöke volt. 1957–1959 között ismét börtönbe került Debrecenben és Márianosztrán. 1959-ben Debrecenben segédmunkásként tevékenykedett. 1959–1963 között Kecskeméten a református egyháznál könyvtáros és levéltáros volt. 1963–1974 között a Hajdú-Bihar Megyei Könyvtár főkönyvtárosa volt. 1975-ben nyugdíjba vonult.

### Politikai pályafutása
1931–1936 között a Nemzeti Radikális Párt, majd 1936-tól az FKGP tagja volt. 1945 után az FKGP debreceni elnökségi tagjává választották, 1956-ban a párt debreceni elnöke is volt. Három évtizednyi kényszerszünet után, 1988-ban ismét megkezdte az FKGP újjászervezését, a kisgazdák megyei elnöke lett. 1989–1990 között tagságot viselt a párt Politikai Bizottságában, az Intézőbizottságban és az országos nagyválasztmányban, a fegyelmi bizottságnak pedig elnöke volt. Az 1990-es országgyűlési választáson négy évre parlamenti képviselővé választották, mandátumát az FKGP Hajdú-Bihar megyei listáján nyerte el. 1990–1991 között az FKGP, a következő két évben a „36-ok”, 1993–1994 között pedig az EKGP frakciójában foglalt helyet; a parlamenti bizottságok közül a Nemzetbiztonsági Bizottságban viselt tagságot. 1993-tól a Történelmi Kisgazdapárt és az intézőbizottság tagja, valamint az etikai bizottság elnöke volt.

## Családja
Szülei Kovács Gyula (?-1924) és Schoen Antónia (?-1924) voltak. Három testvére volt, akiket a szülők tragikus halála után örökbefogadó családok vettek magukhoz. Házasságot 1941-ben kötött Máramarosszigeten – de már a jó fizetést ígérő zilahi, főlevéltárosi kinevezésének ismeretében –, felesége a temesvári származású Horváth Ida Katalin volt, akit még debreceni évei során ismert meg.